# ¡Viva Franco! (libro)
¡Viva Franco! es un libro escrito por Fernando Vizcaíno Casas en el año 1980. Dividido en dos partes, una seria y otra "divertida" con recortes de periódicos y documentación de la época.

## Argumento

### Parte seria
En esta sección del libro el autor nos argumenta por partes (economía, social, justicia, política, infraestructura) las que a su juicio han sido las grandes mentiras que se han contado sobre el franquismo y las que se estaban produciendo en la transición democrática, como la corrupción, el abuso de poder o el deterioro económico de la sociedad española.

### Parte divertida
Utilizando un estilo de fina ironía, Fernando Vizcaíno Casas comenta diferentes artículos de periódico o documentos de aquella época (como recibos bancarios, letras impagadas y similares) para el general pitorreo del lector, aunque a veces sus comentarios resultan demasiado hirientes.
En resumen, se trata de un libro escrito por una persona muy partidaria «y fiel al recuerdo del Caudillo y su obra» (a su decir en el texto) que puede ser leído para comprender el estado de ánimo de algunos españoles que opinaban lo mismo que él en esos años de la transición.
Posteriormente en 1986 escribiría un libro similar con los, a su juicio, desmanes de los cuatro primeros años de gobierno socialista, titulado La letra del cambio.
- Datos: Q6172274